# Mohammed Hameed Farhan
Mohammed Hameed Farhan (arab. محمد حميد فرحان; ur. 24 stycznia 1993 w Al-Falludża) – iracki piłkarz grający na pozycji bramkarza. Od 2017 jest zawodnikiem klubu Al-Shorta Bagdad.

## Kariera piłkarska
Swoją karierę piłkarską Hameed rozpoczął w klubie Al-Ramadi FC, w którym w 2007 roku zadebiutował w pierwszej lidze irackiej. W 2009 roku przeszedł do Al-Kahraba FC, w którym spędził dwa lata.
W 2011 roku został zawodnikiem Al-Shorta Bagdad. W sezonach 2012/2013 i 2013/2014 wywalczył z nim dwa tytuły mistrza Iraku z rzędu.
W sezonie 2015/2016 najpierw grał w Zakho FC, a następnie w Al-Talaba SC. Sezon 2016/2017 rozpoczął w Naft Al-Wasat SC, a w jego trakcie wrócił do Al-Shorta Bagdad.

## Kariera reprezentacyjna
W reprezentacji Iraku zadebiutował 8 października 2013 w zremisowanym 1:1 towarzyskim meczu z Libanem. W 2016 roku został powołany do kadry na Igrzyska Olimpijskie w Rio de Janeiro. W 2015 roku zajął z Irakiem 4. miejsce w Pucharze Azji 2015, a w 2019 został powołany do kadry na Puchar Azji 2019.